# Bedhead
Bedhead (с англ. — «Изголовье кровати») — американская слоукор-группа, существовавшая с 1991 по 1998 год, базировавшаяся в Далласе, штат Техас. В состав группы входили Мэтт и Бубба Кадане (вокал и гитара), Тенч Кокс (гитара), Крис Уит (бас-гитара) и Трини Мартинес (ударные). Группа выпустила несколько мини-альбомов и три пластинки на лейбле Trance Syndicate, периодически гастролируя. Музыка Bedhead в целом была сдержанной, с тремя электрогитарами и одной электробас-гитарой поверх вокала или речи. AllMusic окрестил группу «квинтэссенцией инди-рока», а Tiny Mix Tapes дал их последнему альбому Transaction de Novo идеальную оценку 5/5.
В 1999 году, через год после распада Bedhead, Мэтт и Бубба Кадане сформировали группу The New Year, со стилем, похожим на стиль Bedhead.

## Дискография
Альбомы
- WhatFunLifeWas (1994)
- Beheaded (1996)
- Transaction de Novo (1998)
- 1992–1998 (2014) (box set)
- Live 1998 (2015) (live album, LP edition titled Live In Chicago)

Мини-альбомы
- 4songEP19:10 (1994) (live EP)
- The Dark Ages (1996)
- Macha Loved Bedhead (2000) (with Macha[англ.])